# Dzierzązna
Dzierzązna [pronunciación en polaco: /d͡ʑɛˈʐɔ̃zna/] es un pueblo ubicado en el distrito administrativo de Gmina Poddębice, dentro del condado de Poddębice, voivodato de Łódź, en el centro de Polonia. Se encuentra aproximadamente a 12 kilómetros al oeste de Poddębice y a 48 kilómetros al oeste de la capital regional, Łódź.